# Мисъл (списание)
Вижте пояснителната страница за други значения на Мисъл.
„Мисъл“ е българско списание, издавано в София в периода 1892 – 1907 г. След спиране издаването на списанието излизат два сборника „Мисъл“ през 1910 г.
Тиражът му варира от 1200 до 2000 броя. Печата се в печатница „Либералний клуб“.

## История
Първоначално „Мисъл“ изразява демократични и реалистични позиции. Постепенно около списанието, дълго след като то се е утвърдило, възниква така нареченият кръг „Мисъл“. Кръгът „Мисъл“, наречен по името на списанието, включва 4 творци – д-р Кръстев, П. П. Славейков, П. Ю. Тодоров и П. К. Яворов. Повлияни от немската идеалистическа философия и естетика, списанието постепенно внася новите насоки на индивидуализма и естетизма в българската литература и се отдалечава от реалистичното направление. Тематиката на творбите е философска и психологическа, на преден план е изведена личността. Славейков мечтае за литература, която възпява „човека в българина“ – като противовес на Вазовата традиция до този момент, която възпява българина.